# Clocks
«Clocks» (с англ. — «Часы») — песня британской рок-группы Coldplay, написанная при содействии всех участников квартета для их второго студийного альбома A Rush of Blood to the Head. Композиция построена вокруг фортепианного риффа и содержит загадочный текст, касающийся тем противоречия и срочности в принятии решений. Существует несколько ремиксов на этот трек, в которых широко использована мелодия песни.
Композиция была первоначально выпущена в США как второй сингл с альбома 11 ноября 2002 года, заняв двадцать девятое место в Billboard Hot 100 и девятое место в чарте Billboard Modern Rock Tracks. Затем она вышла в Великобритании 24 марта 2003 года как третий сингл с A Rush of Blood to the Head, заняв девятое место в UK Singles Chart. Музыкальные критики высоко оценили фортепианную мелодию песни, и в 2004 году она получила Грэмми в номинации «Запись года».
«Clocks» считается одной из фирменных композиций Coldplay (наравне с «Yellow» и «The Scientist») и часто входит в списки величайших песен всех времён и 2000-х. В 2004 году сингл занял четыреста девяностое место среди «500 величайших песен всех времён» журнала Rolling Stone. В 2011 году журнал NME поместил его в число «150 лучших треков за последние 15 лет». В 2013 году слушатели BBC Radio 6 Music выбрали эту песню лучшим хитом десятилетия.

## История создания
Песня «Clocks» создана группой Coldplay в конце работы над их вторым альбомом, A Rush of Blood to the Head. Новый рифф возник в голове фронтмена группы Криса Мартина, когда он поздним вечером находился в ливерпульской студии, где затем доработал композицию на фортепиано. Исполнитель вдохновился фортепианными мелодиями британской альтернативной рок-группы Muse, такими как «New Born». Мартин представил новую композицию гитаристу группы Джонни Бакленду, который добавил к основному треку ряд гитарных аккордов:
Он взял свою гитару [верный признак того, что песня ему нравится] и сыграл эти блестящие аккорды… Это было похоже на процесс химической реакции.Крис Мартин
К моменту создания «Clocks» у группы было готово десять песен для альбома A Rush of Blood to the Head, и, поскольку его запись близилась к завершению, то музыканты подумали, что уже слишком поздно включать в него новую песню. Поэтому они сделали демозапись и сохранили её на компакт-диске с пометкой «Songs for #3» с другими незавершёнными треками, которые предназначались для их третьего альбома.
К июню 2002 года Coldplay были готовы представить новый альбом лейблу Parlophone, однако Мартин и остальные участники не были полностью удовлетворены результатом, поэтому группа договорилась с лейблом отложить выпуск. После турне в поддержку предыдущего альбома, Coldplay продолжили работу над «Songs for #3». Менеджер группы Фил Харви, послушав черновой вариант «Clocks», призвал группу скорее доделать её и добавить в новый альбом. Харви смог убедить Мартина, сказав, что текст песни «Clocks», в котором говорится о срочности, противоречит желанию Мартина повременить с ней. Одновременно другие участники внесли свои идеи, основанные на фортепианном риффе, добавив бас и ударные. По сообщению Фила Харви, Coldplay записали песню очень быстро: «Я до сих пор не очень понимаю, откуда взялась эта песня и как группе удалось записать её так быстро (за несколько дней до того, как мы должны были доставить AROBTTH в звукозаписывающую компанию)». В итоге релиз альбома A Rush of Blood to the Head состоялся с опозданием на два месяца, вместе с доработанной песней «Clocks».

## Композиция

«Фирменный» вступительный фортепианный рифф композиции, имеющий три такта

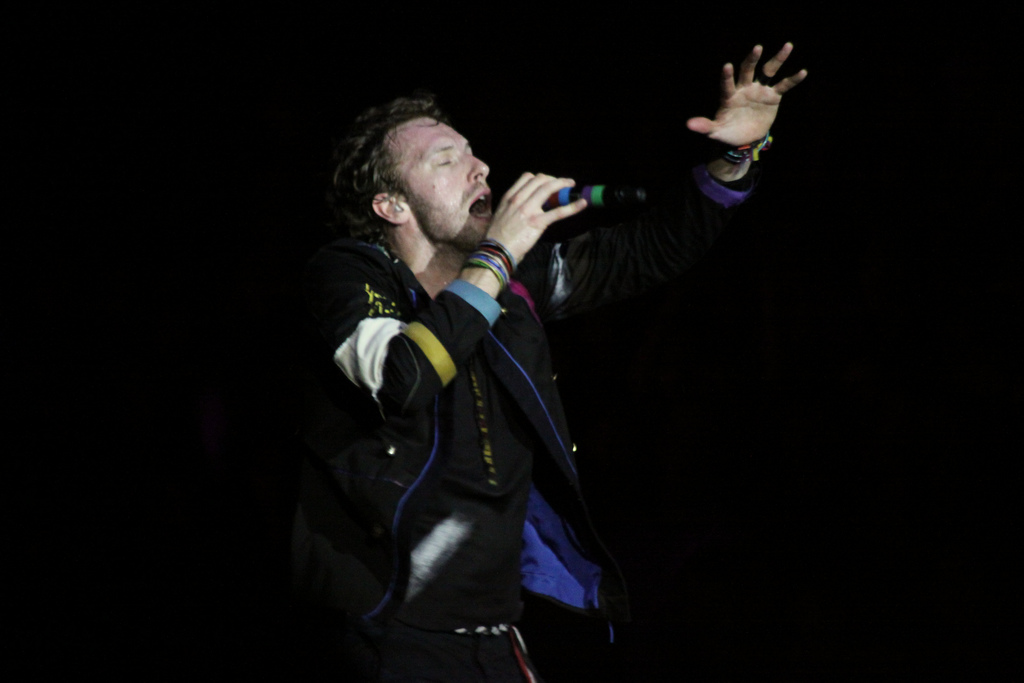
Крис Мартин — создатель фирменного риффа песни

«Clocks» — песня в жанре альтернативного и психоделического рока. По мнению некоторых журналистов, она содержит элементы арена-рока. Композиция включает в себя повторяющуюся фортепианную мелодию и минимальный атмосферный звуковой ландшафт синтезатора, ударных, электрогитары и бас-гитары. Мартин применил остинато, а также нисходящую шкалу к последовательности фортепианных аккордов, которая переключается с мажорных на минорные аккорды. Мелодия написана в тональности миксолидийского лада ми-бемоль мажор и последовательности основных аккордов E♭-B♭m-Fm.
По высказыванию Жона Видерхона из MTV News, Крис Мартин в песне обращается к беспомощности пребывания в безнадёжных отношениях, от которых он не особо стремится избавиться. Наиболее острое противоречие проявляется в конце второго куплета: «Песней выйди на моих морях, проклятые упущенные возможности / Кто я — часть лекарства или часть заболевания?». По мнению некоторых авторов, Крис Мартин написал «Clocks» про своего прапрадеда Уильяма Уиллета, который в начале XX века был одним из активных инициаторов перевода часов на летнее время в Великобритании. При этом другими изданиями не подтверждается наличие этой связи.
Тема песни строится на контрасте, противоречиях, и безотлагательности. Название композиции также «метафорически намекает» на её лирику, «побуждая задуматься об одержимости мира временем, связывая её с теорией извлечения максимальной пользы, пока мы здесь живём и присутствуем».

## Выпуск
Coldplay выпустили «Clocks» в Великобритании 24 марта 2003 года в качестве третьего сингла в поддержку A Rush of Blood to the Head. Пластинка вышла с двумя би-сайдами: «Crests of Waves» и «Animals», которая на тот момент была одной из любимых песен группы, исполненных в туре, но по непонятным причинам не вошла в альбом. Обложка сингла с искажённым изображением Криса Мартина, как и в случае с альбомом и предыдущими синглами, была создана норвежским фотографом Солве Сундсбо. В Соединённых Штатах, в отличие от Великобритании, лейбл Capitol Records выпустил «Clocks» в качестве второго сингла с A Rush of Blood to the Head 11 ноября 2002 года, в тот же день, когда песня «The Scientist» вышла в Соединённом Королевстве.
Британский режиссёр Доминик Люнг снял к песне видеоклип в здании ExCeL Building в Доклендсе в Лондоне. В нём группа исполняет композицию с лазерным шоу перед публикой, в основном студентами местных колледжей, имитируя концерт. Сценические эффекты и переходы сине-красного света придают видео ощущение сюрреализма, а зрители составляют стоическую толпу. Мартин для видео написал на левой руке maketradefair.com, чтобы продвигать идею справедливой торговли между странами и корпорациями. Эту рекламную надпись можно увидеть ближе к концу видеоклипа, когда крупным планом показывают пальцы Мартина, играющие на клавишах пианино. Сайт прекратил существование в 2004 году.

## Приём

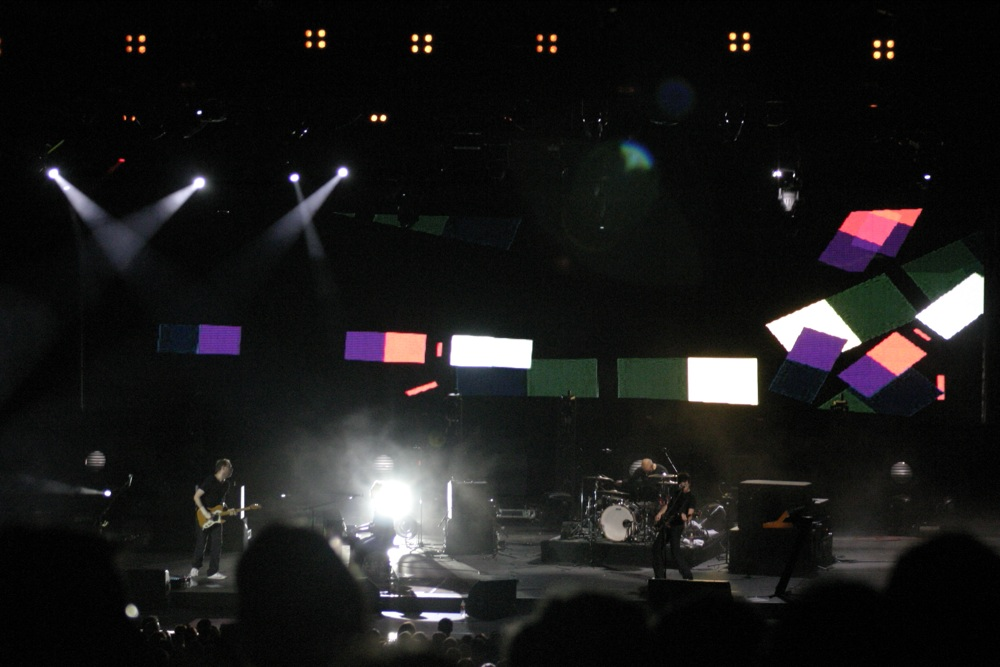
Coldplay представляют «Clocks» во время Twisted Logic Tour

Песня получила широкое признание музыкальных критиков. Роб Шеффилд из журнала Rolling Stone в обзоре альбома A Rush of Blood to the Head написал, что «[Гитарист Джонни] Бакленд сияет в оттенках психоделической рок-музыки, такой как „Clocks“, а также „Whisper“ и „Daylight“». Дэвид Чил из The Daily Telegraph прокомментировал, что в композиции есть «гипнотический фортепианный рифф, грохот, почти безумный ритм и заразительная мелодия, всё это приводит к великолепно безмятежной кульминации с плавным голосом Мартина». Скотт Фломан, музыкальный критик журнала Goldmine, охарактеризовал трек как «потрясающе красивую фортепианную рок-музыку, абсолютно идеальную и просто одну из лучших песен десятилетия».
Сингл имел огромный успех на радио в течение 2003 года и участвовал во многих хит-парадах по всему миру. Он достиг 9-й позиции в Великобритании и поднялся до 29-го места в США. Песня также достигла 7-й позиции в Канаде и 28-й в Австралии.
Композиция «Clocks» получила премию «Грэмми» в номинации «Запись года». На церемонии вручения Крис Мартин посвятил победу американскому кантри-музыканту Джонни Кэшу и кандидату в президенты США Джону Кэрри.

## Наследие
«Clocks» считается одним из лучших достижений Coldplay, а фортепианная прогрессия трека является их фирменным творением. Согласно The New York Times, вступительные фортепианные арпеджио песни широко использовались в качестве семплов. Многие произведения из X&Y вдохновлены «Clocks», причём журнал Billboard отметил, что данная композиция послужила «стартовой площадкой» для треков из третьего альбома группы, которые временами «перекликаются с этой песней либо по структуре, либо по ощущениям». В частности, «Speed of Sound», первый сингл с альбома X&Y, как и «Clocks», имеет схожую нисходящую последовательность аккордов.
В 2004 году журнал Rolling Stone поместил «Clocks» на 490-е место в списке «500 величайших песен всех времён». В 2009 году песня заняла 155-е место в списке Pitchfork «Топ-500 песен 2000-х». В 2011 году журнал NME поместил её на 148-е место в «Топ-150 лучших треков за последние 15 лет». В 2013 году слушатели BBC Radio 6 Music признали эту песню лучшим хитом за десять лет вещания станции. В 2021 году Billboard отдал «Clocks» 67-е место в списке «100 величайших песенных бриджей XXI века».
Боно из U2 назвал «Clocks» одной из шестидесяти песен, спасших ему жизнь, прокомментировав, что «[Песня] определённо является лекарством, а не болезнью», отсылая к тексту композиции. По мнению менеджера Coldplay Фила Харви, повлиявшего на создание композиции, «Clocks» является песней, которая характеризует группу, и добавил, что, если бы музыкантам предоставился выбор, то они сыграли именно её из всех своих творений.

### Итоговые списки
| Издатель      | Год  | Название                                                           | Позиция | Источник |
| ------------- | ---- | ------------------------------------------------------------------ | ------- | -------- |
| Billboard     | 2021 | «100 величайших песенных бриджей XXI века»                         | 67      | [ 42 ]   |
| Cleveland     | 2019 | «150 величайших песен XXI века на данный момент»                   | 103     | [ 43 ]   |
| MTV Australia | 2013 | «1000 лучших классических произведений всех времён»                | —       | [ 44 ]   |
| NME           | 2003 | «Лучшие синглы 2003 года»                                          | 24      | [ 45 ]   |
| NME           | 2009 | «100 лучших треков 2000-х»                                         | 43      | [ 46 ]   |
| NME           | 2011 | «150 лучших треков за последние 15 лет»                            | 148     | [ 2 ]    |
| Pitchfork     | 2005 | «100 лучших синглов 2000—2004 годов»                               | 68      | [ 47 ]   |
| Pitchfork     | 2009 | «200 лучших треков 2000-х»                                         | 155     | [ 48 ]   |
| Rolling Stone | 2004 | «500 величайших песен всех времён по версии журнала Rolling Stone» | 490     | [ 49 ]   |
| Rolling Stone | 2011 | «100 лучших песен 2000-х»                                          | 26      | [ 50 ]   |
| Slant         | 2010 | «100 лучших синглов 2000-х»                                        | 93      | [ 51 ]   |
| VH1           | 2011 | «100 величайших песен 2000-х»                                      | 17      | [ 52 ]   |
| WYEP          | 2020 | «Величайшие песни за последние 30 лет»                             | —       | [ 53 ]   |

## Другие версии и ремиксы
На композицию «Clocks» было создано несколько ремиксов. Норвежский дуэт Röyksopp сделал ремикс-версию песни, напечатанную на 12-дюймовых виниловых пластинках ограниченным тиражом в 1000 экземпляров, сто из которых были доступны на официальном сайте группы. Данная версия заняла пятое место в рейтинге Triple J Hottest 100, 2003 (исходная версия песни годом ранее поднялась на 69-ю позицию). На песню «Clocks» было выпущено несколько других танцевальных ремиксов, в том числе от «Clokx» и «Deep Dish», а также мэшап из Essential Mix Габриэля и Дрездена, который появился в различных сетях P2P. Ремикс-версия песни присутствует в саундтреке видеоигры Dance Dance Revolution.
Согласно The New York Times, сингл американской певицы Джордин Спаркс «No Air» «вдыхает жизнь в слишком знакомую фортепианную партию» из «Clocks». Песня «Should I Go» американской певицы Брэнди из её альбома Afrodisiac содержит семплы фортепианного риффа «Clocks», как и сингл мексиканского певца Алехандро Фернандеса «Te Voy A Perder». В 2009 году французский диджей Давид Гетта в сотрудничестве с Келли Роуленд выпустил песню «When Love Takes Over», в которой есть фортепианное вступление, как в «Clocks». Похожий на «Clocks» рифф использовался в песне 2009 года «Shining Down» чикагского хип-хоп исполнителя Лупе Фиаско. Аналогичный рифф можно также услышать в ремиксе DJ Cahill Remix на песню Agnes «I Need You Now».
Российская рок-группа Animal ДжаZ сделала кавер на первый куплет этой песни в фортепиано-версии трека «Как дым».

## Список композиций
| №  | Название          | Длительность |
| -- | ----------------- | ------------ |
| 1. | «Clocks»          | 5:09         |
| 2. | «Crests of Waves» | 3:39         |
| 3. | «Animals»         | 5:32         |

| №  | Название                                | Длительность |
| -- | --------------------------------------- | ------------ |
| 1. | «Clocks» (видеоклип)                    | 4:18         |
| 2. | «Politik» (live-версия с галереей фото) | 5:16         |
| 3. | «In My Place» (live-версия)             | 3:55         |
| 4. | «Interview footage»                     |              |

| №  | Название                    | Длительность |
| -- | --------------------------- | ------------ |
| 1. | «Clocks» (edit)             | 4:13         |
| 2. | «Crests of Waves»           | 3:39         |
| 3. | «Animals»                   | 5:32         |
| 4. | «Murder»                    | 5:37         |
| 5. | «In My Place» (live-версия) | 4:03         |
| 6. | «Yellow» (live-версия)      | 5:13         |
| 7. | «Clocks» (видеоклип)        | 4:18         |
| 8. | «In My Place» (видеоклип)   | 3:48         |

## Участники записи
Согласно буклету к виниловому синглу, все четыре участника Coldplay считаются соавторами «Clocks»:
- Крис Мартин — лид-вокал, клавишные
- Джонни Бакленд — электрогитара
- Гай Берриман — бас-гитара
- Уилл Чемпион — ударные, бэк-вокал

## Чарты
| Чарт (2003)                                         | Высшая позиция |
| --------------------------------------------------- | -------------- |
| Австралия (ARIA)                                    | 28             |
| Бельгия (Валлония, Ultratop)                        | 7              |
| Бельгия (Фландрия, Ultratop)                        | 2              |
| Великобритания (OCC)                                | 9              |
| Германия (GfK)                                      | 50             |
| Италия (FIMI)                                       | 24             |
| Канада (Цифровых продаж, Billboard)                 | 7              |
| Нидерланды (Национальный Топ-40)                    | 2              |
| Нидерланды (Топ-100 продаж)                         | 2              |
| Новая Зеландия (RMNZ)                               | 13             |
| США (Альтернативы на радио, расширенный, Billboard) | 1              |
| США (Альтернативы на радио)                         | 9              |
| Франция (SNEP)                                      | 65             |
| Швейцария (Schweizer Hitparade)                     | 71             |
| Шотландия (Продаж, OCC)                             | 10             |

| Чарт (2003)                      | Высшая позиция |
| -------------------------------- | -------------- |
| Колумбия (MegaCharts)            | 30             |
| Нидерланды (Национальный Топ-40) | 14             |
| Нидерланды (Топ-100 продаж)      | 30             |
| Новая Зеландия (RMNZ)            | 42             |
| США (25+, Billboard)             | 13             |
| США (100 лучших, Billboard)      | 81             |

## Сертификация
| Страна | Статус        | Продажи   |
| --- | ------------- | --------- |
| Австралия | Золотой       | 35 000^   |
| Великобритания | Платиновый    | 600 000   |
| Дания | Золотой       | 45 000    |
| Италия | Платиновый    | 100 000   |
| США | 2× Платиновый | 2 000 000 |
| ^ данные о поставках основаны только на сертификации; · данные о продажах и стриминговых трансляциях основаны только на сертификации |               |           |